# Bibeln för nybörjare
Bibeln för nybörjare, originaltitel Make Me a Christian, är en brittisk realityserie från 2008 som visades i Channel 4. Den har bland annat visats i Sveriges Television.
Serien handlar om att en pastor låter fyra icke-troende britter leva som kristna under en period. Den har inspirerats av den tidigare serien Islam för nybörjare.